# Pop 2
Pop 2 – czwarty mixtape angielskiej piosenkarki i autorki tekstów Charli XCX, wydany 15 grudnia 2017 roku, nakładem Asylum Records. Głównym producentem albumu jest A.G. Cook, który współpracował z Charli przy jej poprzednim mixtape, Number 1 Angel. Mixtape został poparty jednym singlem z udziałem Almy i Tove Lo, "Out Of My Head". Mixtape był wspierany przez trasę koncertową, Pop 2 Tour.

## Odbiór krytyczny
Pop 2 otrzymał ogólnie pozytywne opinie wśród krytyków. Na Metacritic, średnia ocena mixtape'u wynosi 84/100, na podstawie 8 recenzji.

## Lista utwórów
1. "Backseat" (ft. Carly Rae Jepsen)
2. "Out of My Head" (ft. Tove Lo i Alma)
3. "Lucky"
4. "Tears" (ft. Caroline Polachek)
5. "I Got It" (ft. Brooke Candy, Cupcakke i Pabllo Vittar)
6. "Femmebot" (ft. Dorian Electra i Mykki Blanco)
7. "Delicious" (ft. Tommy Cash)
8. "Unlock It" (ft. Kim Petras i Jay Park)
9. "Porsche" (ft. MØ)
10. "Track 10"